# Битва за Лос-Анджелес (Вторая мировая война)
«Битва за Лос-Анджелес» (англ. Battle of Los Angeles, The Great Los Angeles Air Raid) — название, данное историками-современниками инциденту, связанному со слухами о нападении противника и последующим заградительным огнём сил противовоздушной обороны, который произошёл в ночь с 24 на 25 февраля 1942 года в Лос-Анджелесе, Калифорния, США. Инцидент произошёл менее чем через три месяца после вступления США во Вторую мировую войну в результате атаки на Пёрл-Харбор императорского флота Японии и на следующий день после атаки японскими силами Эллвуда 23 февраля 1942 года.
Первоначально целью огня ПВО считались предполагаемые атакующие силы Японии, однако, выступая на пресс-конференции вскоре после инцидента, министр ВМС Франклин Нокс назвал всё произошедшее «ложной тревогой». Инцидент породил массу спекуляций и «сенсаций» в газетах того времени.
При документировании инцидента в 1983 году Управление США по истории ВВС объяснило инцидент как следствие «военной нервозности», вероятно, вызванный метеозондом и усугубленным шальными вспышками и выстрелами соседних батарей.

## Воздушная тревога
Звуки сирен воздушной тревоги прозвучали в округе Лос-Анджелес в ночь с 24 на 25 февраля 1942 года. Был отдан приказ о полной светомаскировке, а тысячи контролеров службы воздушного наблюдения были вызваны на позиции. В 03:16 37-я Береговая Артиллерийская Бригада начала стрельбу, выпустив, в конечном счете, более 1400 снарядов. Летчики 4-й команды перехватчиков были приведены в боевую готовность. Тем не менее, самолеты остались на земле. Артиллерийский огонь эпизодически продолжался до 04:14. Приказ о снятии светомаскировки и информация об отсутствии угрозы поступили в 07:21.

## Последствия
Несколько зданий и транспортных средств были повреждены осколками снарядов. В результате инцидента погибли пять мирных жителей.
Сам инцидент попал на первые новостные полосы по всему Тихоокеанскому побережью США и получил освещение в средствах массовой информации по всей стране.

## Реакция прессы
Через несколько часов после инцидента министр военно-морского флота Фрэнк Нокс заявил о случившемся как о ложной тревоге.
Генерал Джордж Маршалл предположил, что причиной инцидента могли быть частные самолеты, использованные в качестве средства психологической войны по созданию паники.
Некоторые современные СМИ подозревают сокрытие фактов о случившемся. Так, газета Long Beach Independent писала о существовании «таинственного молчания» и «некоторой цензуры по данному вопросу». Существовали спекулятивные теории о вторжении авиации с секретной базы в Северной Мексике, а также с японских подводных авианосцев.

## Уфология
Фотография, опубликованная Los Angeles Times 26 февраля 1942 года, была воспринята сторонниками теории заговора и уфологами как доказательство посещения внеземной цивилизации. По их мнению, на фотографии в свете прожекторов четко виден инопланетный корабль. Однако, опубликованное фото было сильно отретушировано до опубликования, что являлось обычной практикой в области изобразительного искусства того времени, предназначенной улучшить контрастность чёрно-белых фотографий.
Отретушированное фото вместе с поддельными заголовками газет были представлены как подлинный исторический материал в трейлере фильма «Инопланетное вторжение: Битва за Лос-Анджелес».